# Carboners de Baix
Carboners de Baix és una masia situada al municipi d'Avinyó a la comarca catalana del Bages.